# Claus Paars
Claus Enevold Paars (auch Pors; * 18. Februar 1683 in Ullerupgaard, Sennels Sogn; † 26. Mai 1762 in Korsør) war ein dänischer Offizier und Gouverneur von Grönland.

## Leben

### Frühes Leben
Claus Paars wurde als Sohn des Rittmeisters Claus Herluf Paars (?–?) und seiner Frau Dorthe Enevoldsdatter Kaas (1660–?) auf dem Familienbesitz Ullerupgaard östlich von Thisted geboren. Sein Großvater war der Übersetzer Claus Pors. Er stammte aus dem Adelsgeschlecht Pors, das ursprünglich in Vranderup bei Kolding beheimatet war. Sein Vater war hoch verschuldet und musste den Ullerupgaard 1684 aufgeben.
Claus Paars begann eine Karriere im Militär und wurde 1702 Unteroffizier. 1709 stieg er zum Fähnrich auf und 1710 zum Sekondleutnant. 1712 geriet er bei der Schlacht bei Gadebusch in Kriegsgefangenschaft. Nach seiner Freilassung wurde er 1718 Kapitän und diente in Aalborg. 1719 war er Chef der Freikompanie in Trondheim und verließ die Armee 1722 als Major.

### Ehe und Nachkommen
Am 18. Oktober 1719 heiratete Claus Paars Else Cathrine Lund (1699–1764), Tochter des Pastors Peder Nielsen Lund (1657–1719) und seiner Frau Else Marie Svendsdatter († um 1742). Aus der Ehe gingen neun Kinder hervor:
- Edel Ermegaard (1720–1746), verheiratet mit Oberstleutnant Hans Elias von der Weide (1691–1759)
- Tochter (um 1724–1726)
- Tochter (um 1724–1727)
- Elisabeth (1725–1726)
- Kirstine Beck (1726–?)
- Kind
- Christiane Rodsteen (1736–jung)
- Kind
- Christiane Rodsteen (1740–1796), verheiratet mit Pastor Johan Mortensen Braëm (1712–1764)

### Gouverneur in Grönland
Nachdem Hans Egede 1721 mit der Kolonisation von Grönland begonnen hatte, ließ der König 1728 eine Expedition nach Grönland schicken, die neue Kolonieorte errichten und die Kolonie gegen holländische Walfänger verteidigen sollte. Zu diesem Zeitpunkt existierte nur die 1721 angelegte Kolonie Haabets Ø sowie das 1724 errichtete und kurz darauf wieder verlassene und von den Walfängern zerstörte Fort Nipisat. Claus Paars wurde zum Gouverneur ernannt und sollte die Expedition leiten. Er ließ seine Frau und noch lebenden Kinder in Dänemark zurück und fuhr auf der Morianen nach Grönland. Am 2. Juli 1728 erreichte man Nuuk, ruderte von dort aus rund 20 km westwärts zur Kolonie, wohnte der Predigt Hans Egedes bei, aß mit ihm, fuhr mit ihm zurück nach Nuuk und beschloss, die Kolonie dorthin zu versetzen. Bereits am 29. August wurde die neue Kolonie unter dem Namen Godthaab eingeweiht und Ende September war das große Wohnhaus fertig, das heute das älteste noch existierende Gebäude Grönlands ist. Handels- und Missionsangestellte, Paars, seine mitgebrachten Soldaten, zwölf Strafgefangene und diesen als Ehefrauen zugeloste zwölf Waisenmädchen wohnten in dem Gebäude. Paars war schon in Dänemark im Militär als streitsüchtig bekannt und zeigte diese Charakterzüge auch in Grönland. Daneben frönte er dem Alkohol und ließ Feste unter den Bewohnern feiern, was den Missionsangestellten missfiel. Er galt als ein Prahlhals und übte Dominanz aus, war in Wahrheit jedoch feige, dumm und unorganisiert. Zeitweise drohte eine Meuterei und Hans Egede musste immer wieder zwischen dem streitenden Paars und den anderen Kolonialisten vermitteln. Im Winter brach Skorbut unter der Mannschaft aus und zahlreiche von ihnen starben.
Im Frühjahr beschloss Paars, dass sie die mittelalterliche Eystribygð der Grænlendingar suchen sollten, die sie dem Namen entsprechend an der grönländischen Ostküste vermuteten. Am 28. April 1729 reiste er gemeinsam mit dem Handelsassistenten, einem Seeleutnant und einigen weiteren Soldaten ans Ende des Ameralik südlich von Nuuk, von wo aus sie das Inlandeis betraten. Sie mussten schnell einsehen, dass ihr Vorhaben hoffnungslos war und kehrten zurück.
Im Sommer 1729 wurde Nipisat wieder aufgebaut. Paars besuchte das Fort im Herbst und kehrte dann nach Nuuk zurück, wo er überwinterte. Im März 1730 zog er nach Nipisat um. Auch hier kam es wieder zu Streitigkeiten und ausufernden Trinkgelagen. 1731 wurde vorerst beschlossen, die Kolonisation Grönlands aus Misserfolgsgründen aufzugeben, und Claus Paars kehrte nach Europa zurück. Nipisat wurde kurz darauf wieder von den Walfängern abgebrannt.

### Spätes Leben in Europa
Claus Paars war nach seiner Rückkehr weiterhin ein Anhänger der Kolonisation Grönlands und arbeitete an einem Plan, der die Gründung mehrerer Kolonien entlang der grönländischen West- und Ostküste beinhaltete. Die Pläne waren wirtschaftlich nicht durchführbar und eigentlich nur eine Verschlechterung von Hans Egedes Plänen. Während seines Aufenthalts in Grönland hatte der einflussreiche junge Kaufmann Jacob Severin Paars' Vermögen verwaltet. Womöglich beeinflusst von Paars' Plänen setzte er sich nach der Aufgabe der Kolonisation in einer königlichen Kommission als einziger für die Fortführung des Kolonisationsvorhabens ein. Er erhielt schließlich 1734 ein privates Handelsmonopol über Grönland, über das die Kolonisation wieder in Gang gesetzt wurde, womit Paars' Pläne auf Umwegen doch noch realisiert wurden.
Paars selbst hatte sich mittlerweile geistig von Grönland verabschiedet und auf einen Hof in Serritslev nördlich von Brønderslev zurückgezogen. 1742 wurde er zum Kommandanten der Festung in Korsør ernannt. 1746 wurde er zum Oberstleutnant befördert und 1758 zum Oberst. Er starb 1762 im Alter von 79 Jahren in Korsør. Die meisten seiner Kinder waren jung gestorben. Lediglich die jüngste Tochter überlebte ihren Vater. Claus Paars hatte keine überlebenden männlichen Nachkommen und mit ihm starb das Adelsgeschlecht aus.
Claus Paars gilt wegen seiner Streitsucht und Trinklust als charakterliches Vorbild für Ludvig Holbergs Romanfigur Jacob von Thyboe.